# Gorgsjön
Gorgsjön är en sjö i Katrineholms kommun i Södermanland och ingår i Nyköpingsåns huvudavrinningsområde. Sjön har en area på 0,0543 kvadratkilometer och ligger 62,7 meter över havet.

## Delavrinningsområde
Gorgsjön ingår i det delavrinningsområde (655468-153935) som SMHI kallar för Utloppet av Hedsjön. Medelhöjden är 64 meter över havet och ytan är 11,31 kvadratkilometer. Det finns inga avrinningsområden uppströms utan avrinningsområdet är högsta punkten. Vattendraget som avvattnar avrinningsområdet har biflödesordning 4, vilket innebär att vattnet flödar genom totalt 4 vattendrag innan det når havet efter 78 kilometer. Avrinningsområdet består mestadels av skog (94 procent). Avrinningsområdet har 0,18 kvadratkilometer vattenytor vilket ger det en sjöprocent på 1,6 procent.